# Audi Q5
Az Audi Q5 egy kompakt luxus crossover SUV sorozat, amelyet a német Audi luxusautó-gyártó gyárt 2008-tól. Az eredeti első generációs (Typ 8R) modell a B8 család harmadik tagja volt az Audi A5 és a negyedik generációs A4 után, amelyek mindegyike az Audi MLB platformon alapult. A második generációs Q5 (Typ 80A) 2016-ban debütált, és az Audi MLB Evo platformon osztozik az A4 és A5 megfelelő B9 -es verzióival.

## Első generáció (Typ 8R; 2008–2017)

### Audi Cross Cabriolet quattro koncepció (2007)
Az akkor közelgő Q5 koncepcióautója, ez egy 2 ajtós kabrió volt 3.0 TDI motorral, 240 lóerőre (177 kW; 237 hp) és 500 newton méter nyomatékra volt képes, quattro állandó négykerékhajtás, 8 sebességes automata váltó, Copper Sunset karosszéria, LED fényszórók, 21 colos kerekek 265/35R21 gumikkal, ülések White Stone bőrkárpittal, MMI, 505 W Bang & Olufsen hangrendszer és internetes rádió, CDC (folyamatos lengéscsillapítás) lengéscsillapítók, elektromos menetmagasság állítás (40 mm), 380/356 mm-es első/hátsó kerámia féktárcsák 6 dugattyús monoblokk alumínium elől, és lebegő hátsó féknyergekkel, Audi Drive Select.
A járművet a 2007-es Los Angeles-i Autószalonon mutatták be.

### Kezdeti verzió

#### Q5 (2008)
A járművet a 2008-as Pekingi Autószalonon, majd később a 2008-as Los Angeles-i Autószalonon mutatták be.
A korai modellek közé tartozik a 2.0 TFSI quattro (211 LE), a 2.0 TDI quattro (170 LE), a 3.0 TDI quattro.
Az Egyesült Államok, Kanada és Brazília eredeti járműmodelljei között szerepel a 3.2 FSI.
A Q5 szállítása 2008 októberében indult Európába, 2009 első negyedévében pedig Észak-Amerikába.
Az amerikai modell 2009 márciusában került kereskedelmi forgalomba, mint 2009-es modellév. A korai modellek közé tartozik a 3.2 FSI quattro, a 2.0 TFSI quattro (211 LE) pedig a 2011-es modellévben került be.
Az indiai modelleket 2009 júniusában kezdték el árulni, és eredetileg az Audi ingolstadti üzeme építette őket, de jelenleg az indiai Aurangabadban, Maharashtra államban készülnek. Az induló modellek között megtalálható a 3.0 TDI, a 2.0 TFSI (211 LE) is.
A közel-keleti modellek 2009 második negyedévében kerültek értékesítésre. Az induló modellek között megtalálható a 2.0 TFSI (211 LE), a 3.2 FSI.
A japán modellek között megtalálható a 2.0 TFSI quatro (211 LE), a 3.2 FSI quattro.

#### Audi Q5 egyedi koncepció (2009)
Ez egy koncepciójármű, amely továbbfejlesztett motorral, 7 sebességes S tronic sebességváltóval és Quattro összkerékhajtással rendelkezik . A 3.0 TFSI V6-os motor 408 lóerőre(302 kW; 402 hp) volt képes 6000–7000 fordulat/percnél és 500 newton méterre 3000-5500-as fordulatnál. További jellemzők: kerámiafékek, aktív hang-kipufogórendszer, 90 milliméterrel szélesebb nyomtáv, 60 milliméterrel alacsonyabb menetmagasság, 21 hüvelykes Daytona Grey színű 7 ikerküllős keréktárcsa, módosított légbeömlő, hűtővíz rugós merevítő a motortérben, rozsdamentes acél – lemezes pedálok, S line sportülések, panoráma tetőrendszer, "Wörthersee 09" öntapadó fólia, textil padlószőnyegek "Wörthersee 09" nyomtatási alkalmazással, Audi drive select járműdinamikai rendszer, parkolássegítő tolatókamerával, hangvezérlés, Audi lane assist (sávelhagyásra figyelmeztető), fényszóró távolság szabályozás kanyarlámpákkal.
A járművet a 2009-es Wörthersee Touron mutatták be.

#### Audi Q5 FCEV (2009)
Az Audi Q5 FCEV (2009) egy üzemanyagcellás koncepcióautó, amelyet 2009. október 19-én mutattak be a CEP Berlinben. 85 Kw-os PEMFC -vel, 22 Kw-os lítium-ion akkumulátorral és 230 Nm-es aszinkron motorral rendelkezik.

#### Audi Q5 hibrid
Az Audi eredetileg arról számolt be, hogy a Q5 hibridet kínálná piacra dobott modellként, de később arról számoltak be, hogy az Audi felfüggesztette a tervet a nikkel-fémhidrid akkumulátorok nem kielégítő töréstesztjei miatt. 2009-ben az Audi bejelentette, hogy folytatja a Q5 hibrid fejlesztését. ezt tartalmazott egy 266V-os, 1,3 kWh-s akkumulátort. A Q5 teljesen elektromos hatótávja körülbelül 3 kilométer (2 mi) és a maximális teljesen elektromos sebesség 100 kilométer per óra (62 mph).
A szériaváltozat 2012-ben kerül forgalomba a japán piacra. Az amerikai piacon való megjelenést 2011 végére tervezték.

#### Motorok
| Benzinmotorok             | Benzinmotorok | Benzinmotorok                                                        | Benzinmotorok                                                                                       |
| Modell                    | Év            | Motor típus                                                          | Teljesítmény, nyomaték fordulatszámon                                                               |
| ------------------------- | ------------- | -------------------------------------------------------------------- | --------------------------------------------------------------------------------------------------- |
| 2.0 TFSI hibrid quattro   | 2011-         | 1984 köbcentiméter (1,984 L; 121,1 cu in) I4 turbó (benzin)          | 211 metrikus lóerő (155 kW; 208 hp) 4300–6000, 350 newtonméter (258,15 lbf⋅ft) között               |
| 2.0 TFSI hibrid quattro   | 2011-         | villanymotor, 266V, 1,3 kWh akkumulátor                              | 54 metrikus lóerő (40 kW; 53 hp) at ?, 210 newtonméter (154,89 lbf⋅ft) at ?                         |
| 2.0 TFSI hibrid quattro   | 2011-         | kombinált                                                            | 245 metrikus lóerő (180 kW; 242 hp) at ?, 480 newtonméter (354,03 lbf⋅ft) at ?                      |
| 2.0 TFSI quattro (180 LE) | 2009–2012     | 1984 köbcentiméter (1,984 L; 121,1 cu in) I4 turbó                   | 180 metrikus lóerő (132 kW; 178 hp) 4000–6000, 320 newtonméter (236 lbf⋅ft) között között           |
| 2.0 TFSI quattro (211 LE) | 2008–2012     | 1984 köbcentiméter (1,984 L; 121,1 cu in) I4 turbó                   | 211 metrikus lóerő (155 kW; 208 hp) 4300–6000, 350 newtonméter (258 lbf⋅ft) között                  |
| 2.0 TFSI quattro (225 LE) | 2011-         | 1984 köbcentiméter (1,984 L; 121,1 cu in) I4 turbó                   | 225 metrikus lóerő (165 kW; 222 hp) 4500–6250, 350 newtonméter (258 lbf⋅ft) között 1500–4500 között |
| 3.2 FSI quattro           | 2009–2012     | 3197 köbcentiméter (3,197 L; 195,1 cu in) V6                         | 270 metrikus lóerő (199 kW; 266 hp) 6500 330 newtonméter (243 lbf⋅ft) -on 3000–5000 között          |
| 3.0 TFSI quattro          | 2013-         | 2995 cc (2995 L; 182,8 cu in) V6 kompresszoros                       | 272 LE (200 kW; 268 LE) 6500, 320 N⋅m (236 lbf⋅ft) 1500-3900 között                                 |
| Dízelmotorok              |               |                                                                      | |
| Modell                    | Év            | Motor típus                                                          | Teljesítmény, nyomaték fordulatszámon                                                               |
| 2.0 TDI (143 LE)          | 2009-         | 1968 köbcentiméter (1,968 L; 120,1 cu in) I4 turbó közös nyomócsöves | 143 metrikus lóerő (105 kW; 141 hp) 4200 320 newtonméter (236 lbf⋅ft) -on 1750–2500 között          |
| 2.0 TDI quattro (143 LE)  | 2009–2012     | 1968 köbcentiméter (1,968 L; 120,1 cu in) I4 turbó közös nyomócsöves | 143 metrikus lóerő (105 kW; 141 hp) 4200 320 newtonméter (236 lbf⋅ft) -on 1750–2500 között          |
| 2.0 TDI quattro (170 LE)  | 2008–2012     | 1968 köbcentiméter (1,968 L; 120,1 cu in) I4 turbó közös nyomócsöves | 170 metrikus lóerő (125 kW; 168 hp) 4200 350 newtonméter (258 lbf⋅ft) -nél 1750–2500 között         |
| 3.0 TDI quattro           | 2008–2012     | 2967 köbcentiméter (2,967 L; 181,1 cu in) V6 turbó közös nyomócsöves | 240 metrikus lóerő (177 kW; 237 hp) 4000–4400, 500 newtonméter (369 lbf⋅ft) között 1500–3000 között |

A 180 lóerős 2.0 TFSI és a 143 lóerős 2.0 TDI motorokat 2009-ben vezették be Európába.

#### Sebességváltók
| Benzinmotorok             | Benzinmotorok | Benzinmotorok                                 | Benzinmotorok                                 |
| Modell                    | Év            | Alapértelmezett                               | Választható                                   |
| ------------------------- | ------------- | --------------------------------------------- | --------------------------------------------- |
| 2.0 TFSI hibrid quattro   | 2011-         | 8 sebességes Tiptronic                        | -                                             |
| 2.0 TFSI quattro (180 LE) | 2009–2012     | 6 sebességes manuális                         | -                                             |
| 2.0 TFSI quattro (211 LE) | 2008–2012     | 6 sebességes manuális                         | 7 sebességes S tronic, 8 sebességes Tiptronic |
| 2.0 TFSI quattro (225 LE) | 2011-         | 6 sebességes manuális                         | 8 sebességes Tiptronic                        |
| 3.2 FSI quattro           | 2009–2012     | 6 sebességes Tiptronic, 7 sebességes S tronic |                                               |
| 3.0 TFSI quattro (272 LE) | 2013-         | 8 sebességes Tiptronic                        |                                               |
| Dízel motorok             |               |                                               |                                               |
| Modell                    | Év            | Alapértelmezett                               | Választható                                   |
| 2.0 TDI (143 LE)          | 2009-         | 6 sebességes manuális                         | -                                             |
| 2.0 TDI quattro (143 LE)  | 2009–2012     | 6 sebességes manuális                         | -                                             |
| 2.0 TDI quattro (170 LE)  | 2008–2012     | 6 sebességes manuális                         | 7 sebességes S tronic                         |
| 3.0 TDI quattro           | 2008–2012     | 7 sebességes S tronic                         | -                                             |

A német modellek minden V6-os modellhez 7 sebességes S tronic sebességváltót tartalmaznak. A 8-sebességes Tiptronic a Q5 2.0 TFSI quattro (211 LE) számára választható.
Az amerikai és kanadai Q5 3.2 FSI modellek alapfelszereltségként 6 sebességes Tiptronicot tartalmaznak. Az amerikai és kanadai Q5 2.0 TFSI modellek alapfelszereltségként tartalmazzák a 8 sebességes Tiptronicot.
A japán modellek minden modellhez szabványos 7 sebességes S tronic sebességváltót tartalmaznak.

#### Felszerelés

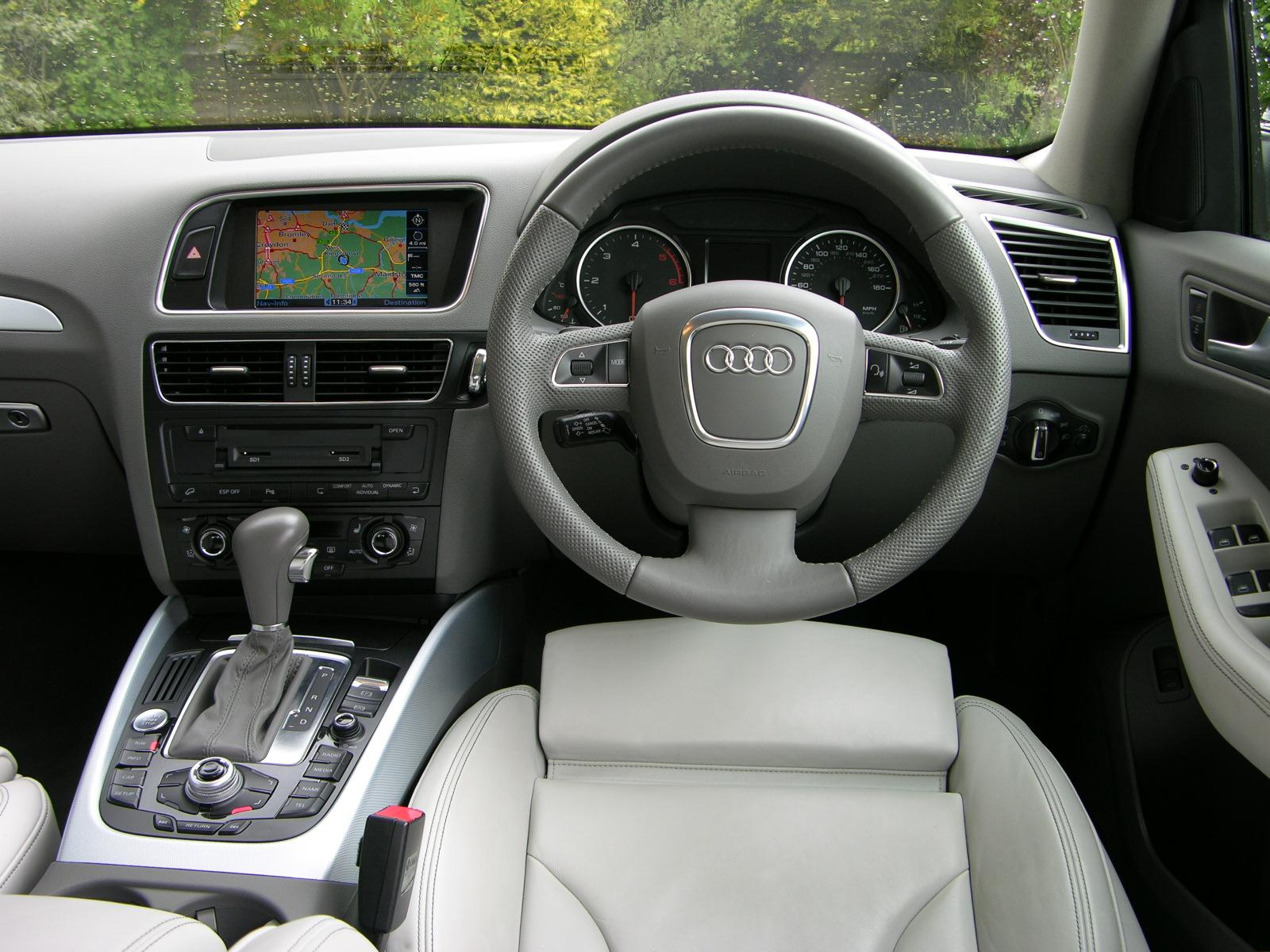
belső

A Harman/Becker Automotive Systems gyártotta az Audi új, frissített Multi Media Interface (MMI) technológiáját az 5. negyedévre. Az új rendszer tartalmaz navigációt, kommunikációt és széles képernyős szórakoztató rendszert. Létrejön egy háromdimenziós tájolású nézet is mérethű domborzattal és a legfontosabb tereptárgyak fotórealisztikus ábrázolásával. Az új rendszerben megtalálhatók az USB -tárolóeszközök (iPod vagy MP3), a műholdas rádió és a beépített négysávos GSM – mobil/mobiltelefon (SIM-kártya-kompatibilis) Bluetooth -kapcsolattal.
Az S line csomag 20 hüvelykes S line kerekeket, fényszórómosókat, váltófülekkel ellátott sportkormányokat, szálcsiszolt alumínium betéteket, S line alumínium küszöböket és fekete fényszórót tartalmaz. Az Offroad külső csomag első és hátsó alvázvédő paneleket, valamint kiszélesedő sárvédőt és küszöbvédelmet tartalmaz.

#### Szállítási és vontatási képességek
Egy érzékelő tájékoztatja az ESP rendszert, ha tetőcsomagtartót szereltek fel, ami az Audi Q5 tömegközéppontjának magasabbra tolódását eredményezi, a tetőterhelésnek megfelelően akár 100 kilogramm (220 lb) . Ha van tetőcsomagtartó, az ESP korábban kapcsol be a kezelhetőségi határon belül. Tetőterhelés nélkül a vezető szabadon kihasználhatja az Audi Q5 teljes dinamikus potenciálját.
Az Audi Q5 akár 2,0 tonnát is képes vontatni; az alapfelszereltségű lejtmeneti vezérlőrendszer biztonságossá teszi a meredek emelkedőkön való navigálást az előre kiválasztott sebesség szabályozásával 30 kilométer per óra (19 mph) év alatti vezetésnél . A Q5 fejlett utánfutó-stabilitási programmal is fel van szerelve, amely a nagy utánfutó vagy lakókocsi vontatása során felveszi a harcot a nem kívánt kígyózás ellen.

#### Termelés
Az új jármű várhatóan az Audi szülővárosában, Ingolstadtban készül el. 300 millió eurós beruházást vártak a gyártási eszközökbe és a bővítésre.
2016 szeptemberénben az Audi 150 000 Q5 kapacitású gyárat nyitott San José Chiapában (Mexikó).

### 2012-es facelift

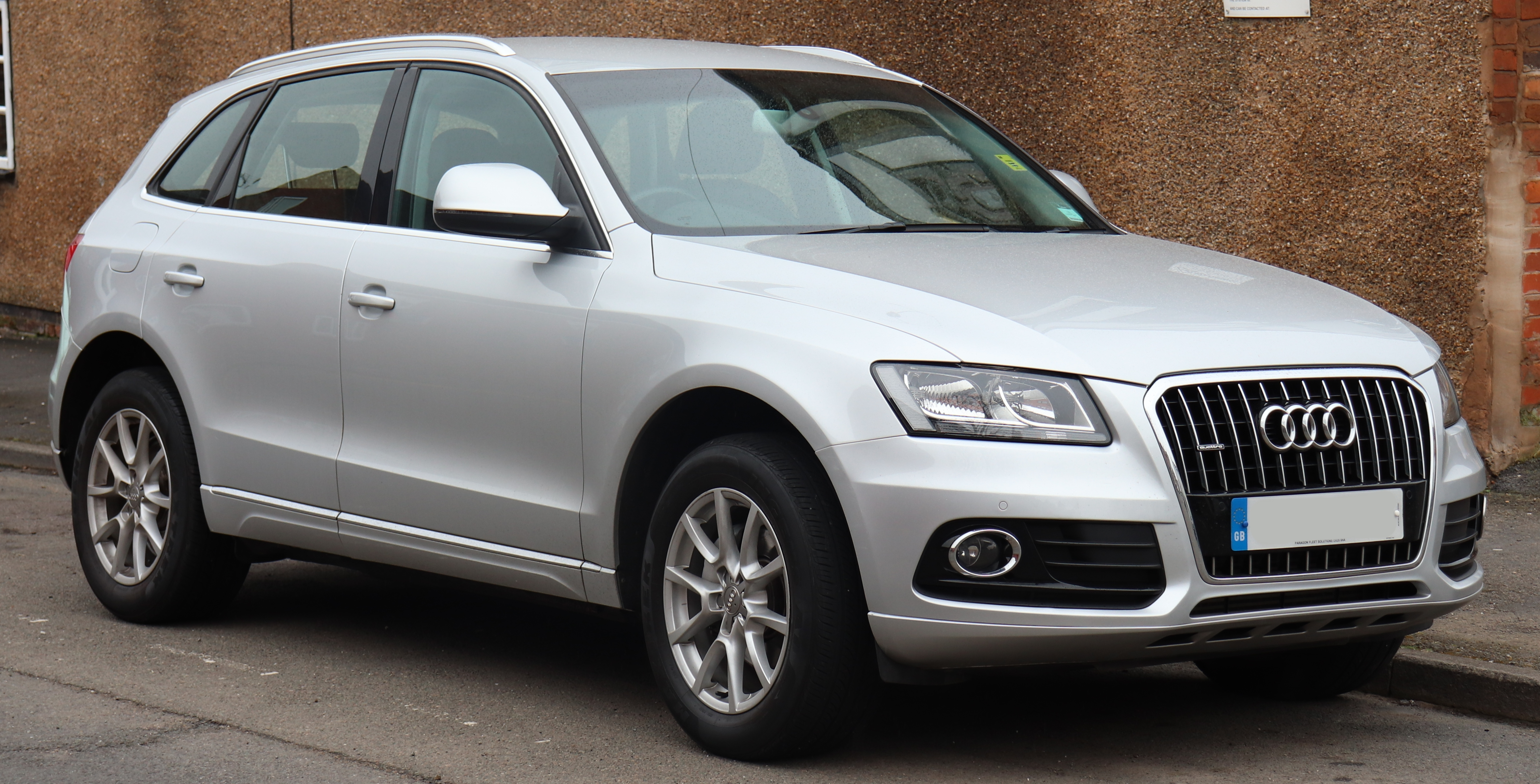
Elülső
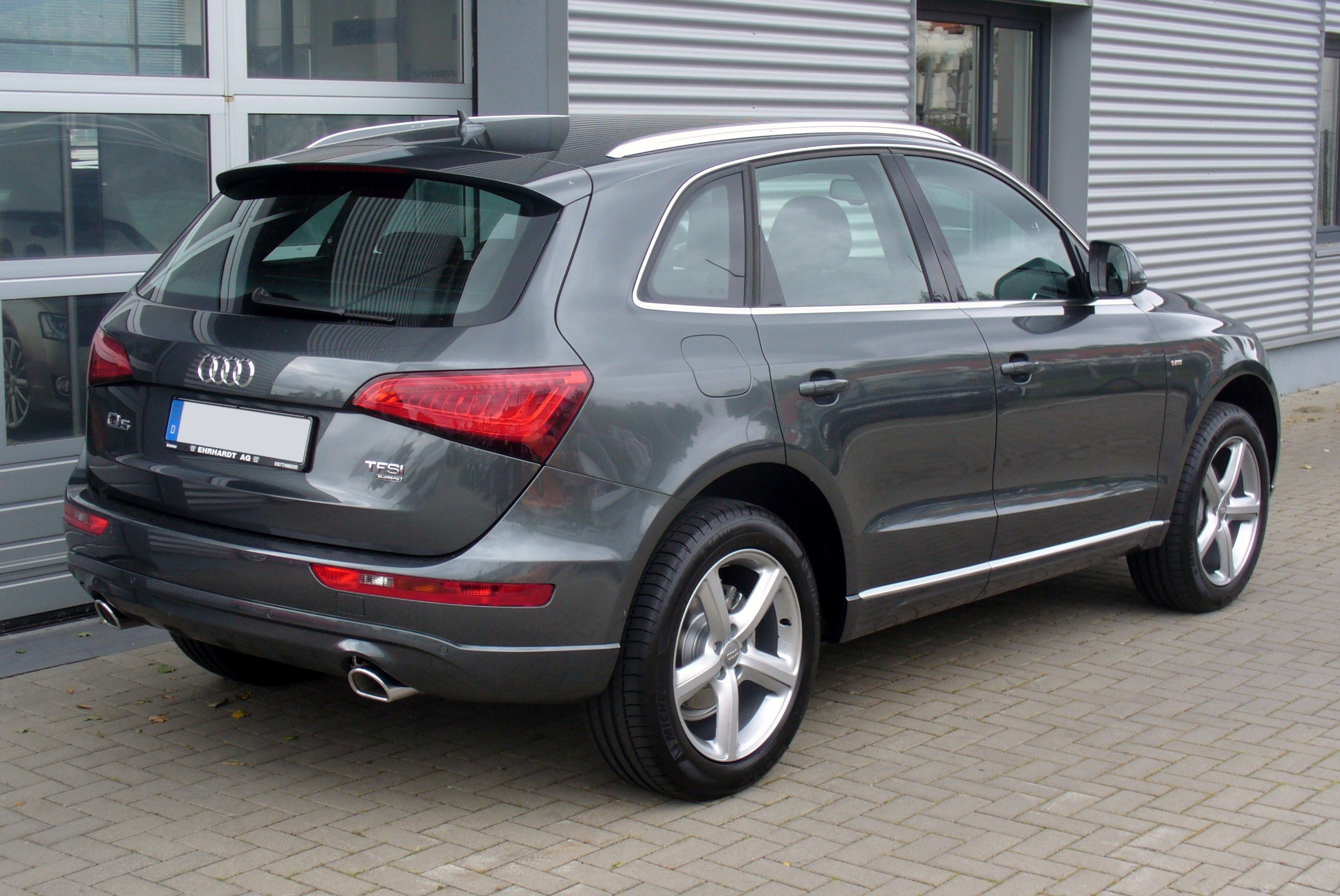
Hátulsó

A főbb változtatások közé tartozik az újratervezett első és hátsó lámpák konfigurációja, valamint az új motorkészlet, amely növeli a teljesítményt és a hatékonyságot. A legtöbb belső felhasználói kezelőszerv keskeny króm borítású. Az ergonómiai változások közé tartozik a 4 gombos MMI navigációs plusz rendszer, valamint a hangerőszabályzó kiegészítő kihagyási funkciója. A nagy szövet kárpitozott felületek alapfelszereltség az ajtókárpitok; Az inlay opciók között három fa furnér és egy alumínium változat található.
A járművek 2012 nyarán kerültek értékesítésre. A korai modellek közé tartozik a 2.0 TFSI hibrid quattro, 2.0 TFSI quattro (225 LE), 3.0 TFSI quattro (272 LE), 2.0 TDI (143 LE), 2.0 TDI quattro (177 LE), 3.0 TDI quattro (245 LE).
Németországban 2013-ban 2.0 TFSI quattro (180 LE), 2.0 TDI (150 LE), 2.0 TDI quattro (150 LE) került beépítésre, a 2.0 TDI (143 LE) helyett 2.0 TDI (150 LE).
Facelift előtti stílus

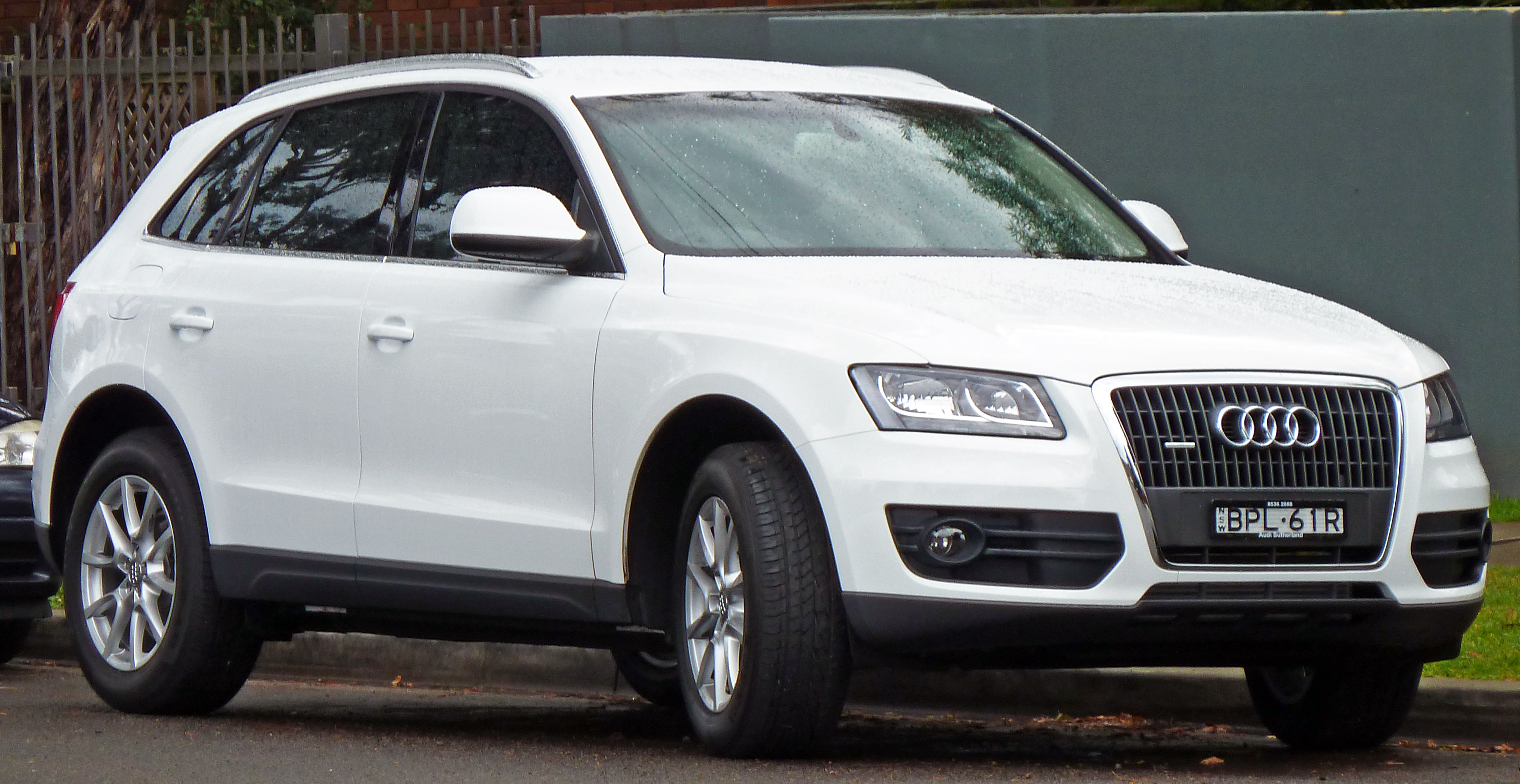
Elülső
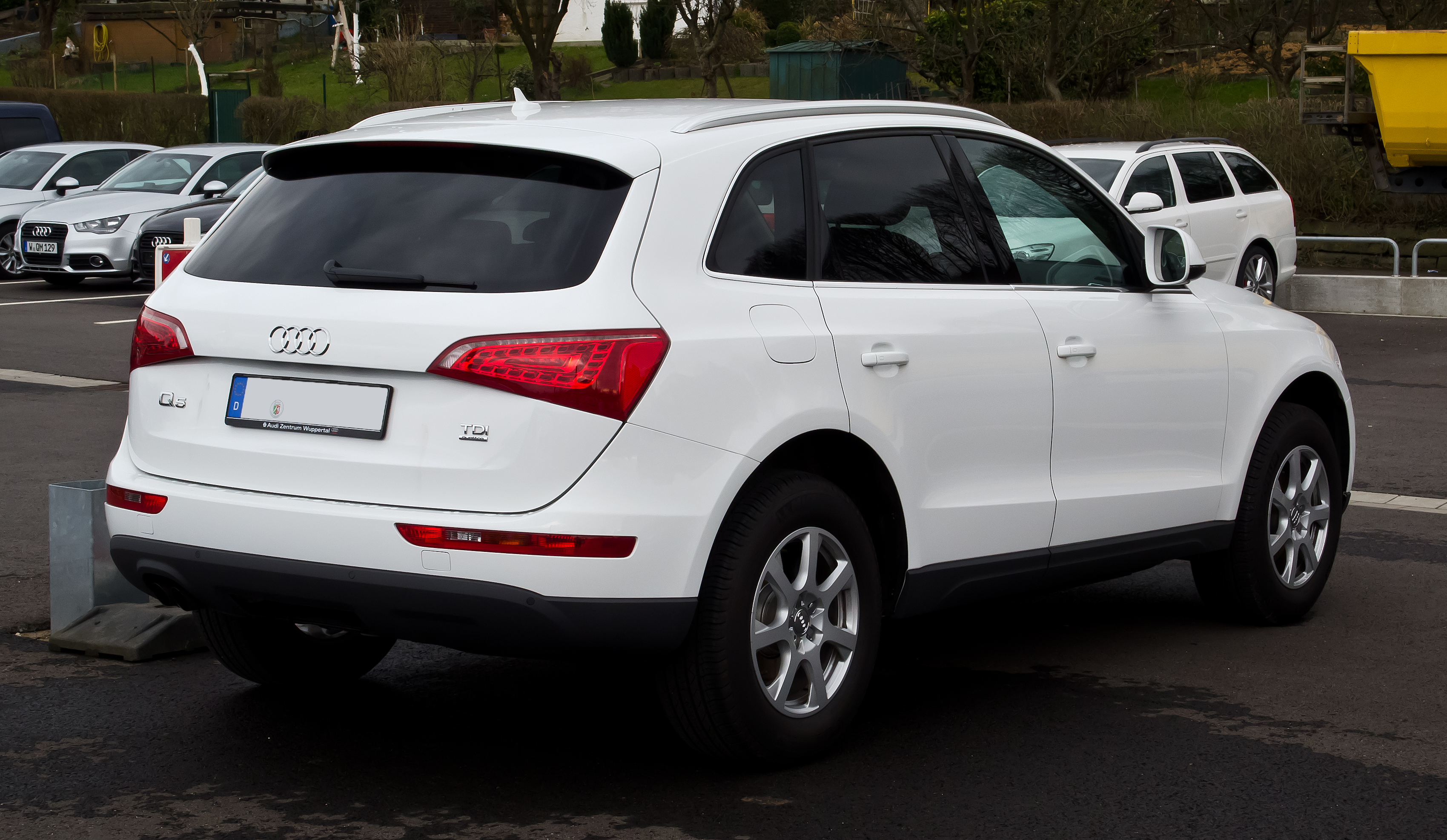
Hátulsó

Facelift utáni stílus
- Elülső
- Hátulsó

#### SQ5 TDI (2013–)

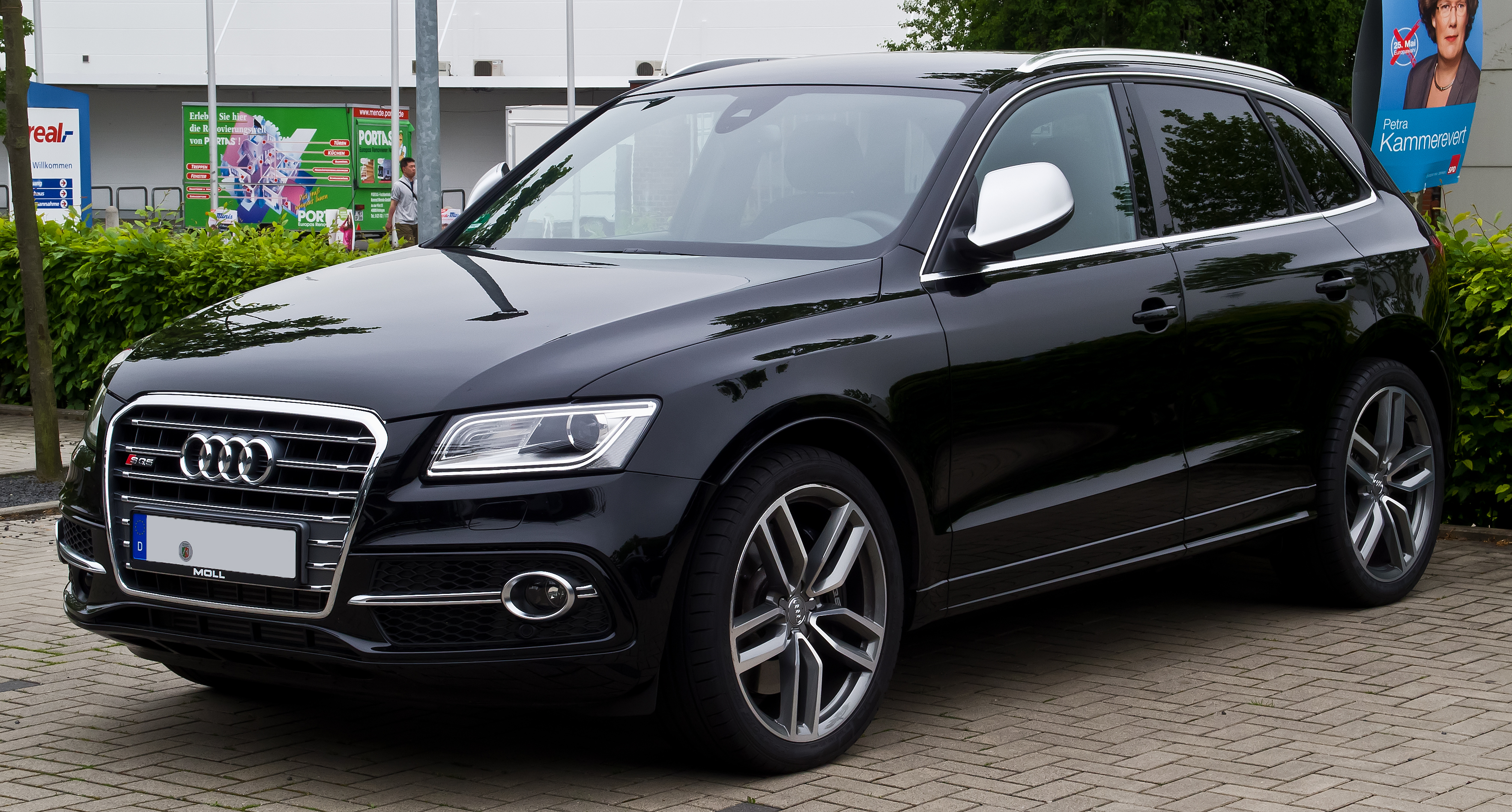
Audi SQ5 TDI

Az SQ5 teljesítményű crossover SUV az első Audi S modell, amely dízelmotorral rendelkezik. Az elsődleges erőmű egy 2967 köbcentiméter (3,0 L), dupla turbófeltöltős V6-os motor, 8 sebességes Tiptronic sebességváltóval összekapcsolva, 313 LE-t fejleszt 3900–4500 ford./perc mellett, és 650 newtonméter (479 lbf⋅ft) nyomaték 1450–2800 ford./percnél. Ezenkívül az Audi jellegzetes quattro állandó összkerékhajtási rendszere nyomatékvektor -átvitellel. A sportfelfüggesztés 30 milliméter (1,18 in) fokkal lejjebb engedi a jármű karosszériáját és 20 colos, 5 párhuzamos küllős keréktárcsák 255/45-ös abroncsokkal alapfelszereltségként vannak felszerelve, 21 colos kerekekre fejleszthető. Az SQ5 további jellemzői a fekete első féknyergek Audi 'S' jelvényekkel, az opcionális Audi drive select rendszer, a platinaszürke egyvázas hűtőrács horganyzott dupla rúddal, két egyedi SQ5 karosszériaszín (Estoril Blue vagy Panther Black), opcionális holdezüst tetőborítás, Pearl Nappa bőr/Alcantara elektromosan állítható sportülések, választható bőrkárpitozással, négy színben választható, szálcsiszolt alumínium betétek opcionális Carbon Atlas-szal, Piano bevonattal vagy alumínium/Beaufort fa díszítőelemekkel. Az SQ5 TDI 0 és 62 mérföld per óra (100 km/h) között gyorsul 5,1 másodperc alatt, és elektronikusan 155-re korlátozzák mph. Ez összehasonlítható a rivális, dízelmotoros, csúcsteljesítményű SUV-okkal, mint például a Porsche Cayenne S Diesel (60 mph (97 km/h) : 5,7 s) és a BMW X5 M50d (60 mph (97 km/h) : 5,4 s), valamint a nagy teljesítményű benzinüzemű SUV-k, például a Mercedes-Benz ML63 AMG (60 mph (97 km/h)) : 4,8 s), Porsche Cayenne Turbo S (60 mph (97 km/h) : 4,1 s). Ezek a felsorolt riválisok mind nagyobbak és nehezebbek, a középkategóriás SUV-kategóriába tartoznak, és mint ilyenek, lényegesen magasabb kikiáltási árakat parancsolnak. Valósághűbb összehasonlítás végezhető a BMW X3 xDrive35d -vel, amely valamivel jobb gazdaságosságot (46,3 mpg az 62 mph (100 km/h) 41,5-éhez képest) biztosít, bár valamivel alacsonyabb teljesítményt (0–62) : 5,8 s, maximális sebesség: 149 mph (240 km/h)).
Az SQ5 2013 első negyedévében került kereskedelmi forgalomba.

#### SQ5 TDI Audi exkluzív koncepció (2013–)
Az Audi SQ5 TDI limitált (50 darabos) változata Aral Blue kristályhatású karosszériaszínnel, fekete Fine Nappa bőrkárpittal kontrasztos varrással hófehérben, fekete sportülésekkel Fine Nappa bőrrel, szövött bőrrel a középső részen. az ülések, a hófehér Alcantara tetőborítás, a napfénytető roló, a betétek és az alkalmazások csillognak.
A járművet a 2012-es Párizsi Autószalonon mutatták be, és 2013 első negyedévében került forgalomba. 2015-ben az Audi bemutatott egy „plus” tdi modellt, 340 metrikus lóerő (250 kW) -el és 700 newtonméter (516 lbf⋅ft), steppelt nappa bőr ülések, külső fekete részletek és 21 colos kerekek alapfelszereltségként.

#### SQ5 3.0 TFSI quattro (2013–)

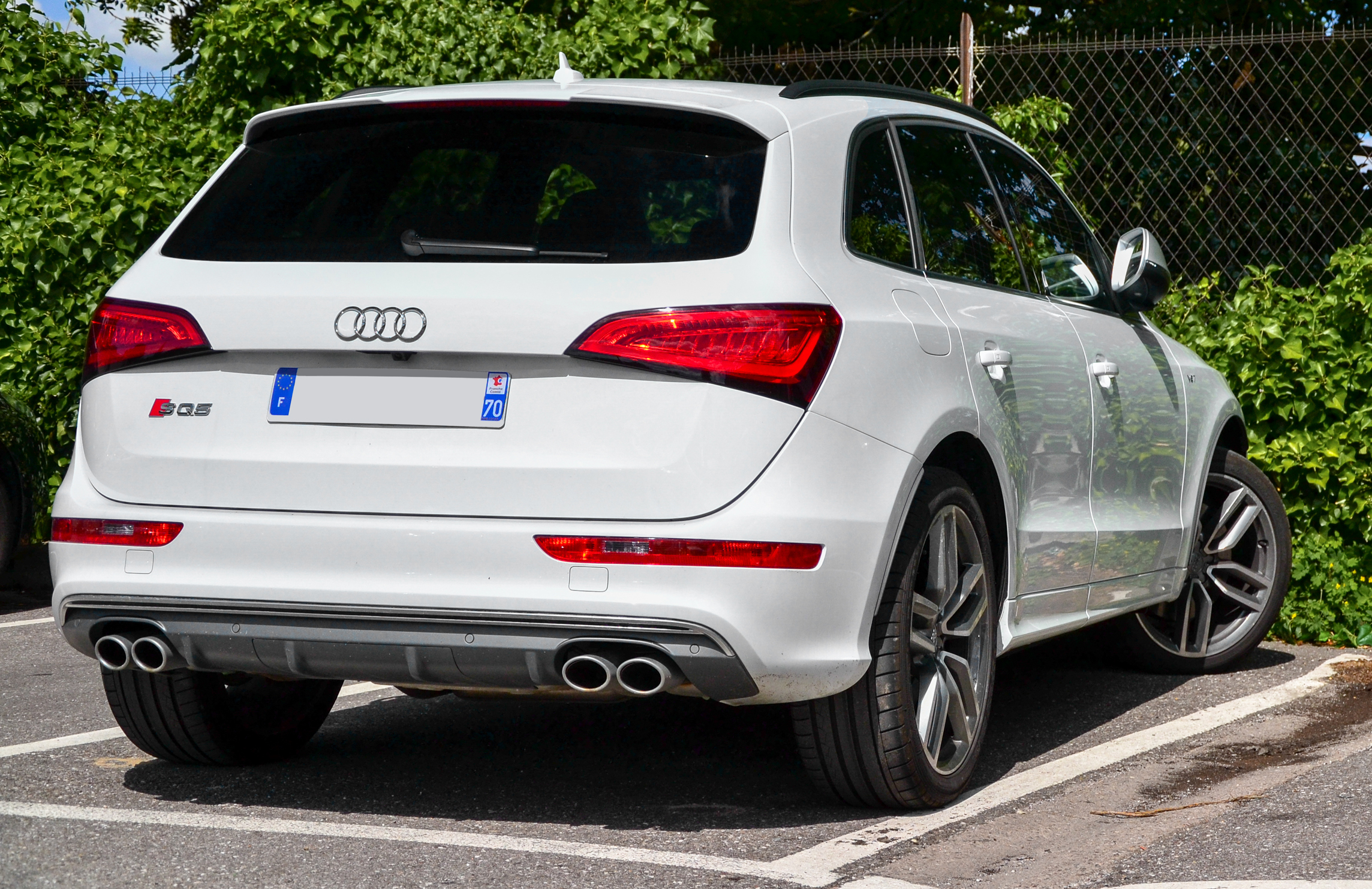
Audi SQ5 TDI

Ez az SQ5 benzines változata  3.0 TFSI motorral, 354 metrikus lóerő (260 kW; 349 hp) -es névleges értékkel 6000–6500 ford./perc és 470 newtonméter (346,65 lbf⋅ft) 4000–4500 között fordulatszám, nyolcfokozatú tiptronic sebességváltó, quattro állandó összkerékhajtás nyomatékvektorral, 20 colos kerekek 255/45-ös szériás gumikkal (opcionális 21 colos kerekek), platinaszürke hűtőrács vízszintes dupla rudakkal alumínium megjelenésben, választható 2 kristályhatású karosszériaszín (Estoril Blue, Panther Black), a műszerek szürke tárcsákkal és fehér számokkal, pedálokkal és váltófülekkel fényes alumínium megjelenésű, fekete belsővel opcionálisan Moon Silver tetőborítással, elektromosan állítható sportülések kárpitozással. Pearl Nappa bőrből és Alcantara-ból (opció négy különböző színű bőrből), standard szálcsiszolt alumínium betétekkel (opcionális Carbon Atlas, Piano bevonat vagy réteges alumínium és fa Beaufort fekete színben). A járművet a 2013-as Detroiti Autószalonon mutatták be.
A járművet az Egyesült Államok, Kanada, Oroszország, Kína, Japán, Szingapúr, Dél-Korea, Dél-Afrika, Mexikó, Brazília, Argentína, Chile és Ukrajna piacára tervezték.
Az amerikai modell a tervek szerint 2013 harmadik negyedévében érkezik meg az amerikai márkakereskedésekbe, mint 2014-es modellév.

#### Motorok
| Modell                        | Év    | Motor típus                                                         | Teljesítmény, nyomaték fordulatszámon                                                                     |
| ----------------------------- | ----- | ------------------------------------------------------------------- | --- |
| Q5 2.0 TFSI hibrid quattro    | 2012- | 1984 köbcentiméter (1,984 L; 121,1 cu in) I4 turbó (CHJA)           | 211 metrikus lóerő (155 kW; 208 hp) 4300–6000, 350 newtonméter (258,15 lbf⋅ft) között                     |
| Q5 2.0 TFSI hibrid quattro    | 2012- | villanymotor, 266V, 1,3 kWh akkumulátor                             | 54 metrikus lóerő (40 kW; 53 hp) at ?, 210 newtonméter (154,89 lbf⋅ft) at ?                               |
| Q5 2.0 TFSI hibrid quattro    | 2012- | kombinált                                                           | 245 metrikus lóerő (180 kW; 242 hp) at ?, 480 newtonméter (354,03 lbf⋅ft) at ?                            |
| Q5 2.0 TFSI quattro (180 LE)  | 2012- | 1984 köbcentiméter (1,984 L; 121,1 cu in) I4 turbó (CDNB)           | 180 metrikus lóerő (132 kW; 178 hp) 4000–6000, 320 newtonméter (236,02 lbf⋅ft) között között              |
| Q5 2.0 TFSI quattro (225 LE)  | 2012- | 1984 köbcentiméter (1,984 L; 121,1 cu in) I4 turbó (CDNC)           | 225 metrikus lóerő (165 kW; 222 hp) 4500–6250, 350 newtonméter (258,15 lbf⋅ft) között 1500–4500 között    |
| Q5 3.0 TFSI quattro (272 LE)  | 2012- | 2995 köbcentiméter (2,995 L; 182,8 cu in) V6 feltöltött (CTUC/CTVA) | 272 metrikus lóerő (200 kW; 268 hp) 4780–6500, 400 newtonméter (295,02 lbf⋅ft) között 2150–4780/2500–4780 |
| SQ5 3.0 TFSI quattro (354 LE) | 2013- | 2995 köbcentiméter (2,995 L; 182,8 cu in) V6 feltöltött ()          | 354 metrikus lóerő (260 kW; 349 hp) 5500–6500, 470 newtonméter (346,65 lbf⋅ft) között 4000-4500 között    |

| Modell                                   | Év    | Motor típus                                                                       | Teljesítmény, nyomaték fordulatszámon                                                                  |
| ---------------------------------------- | ----- | --------------------------------------------------------------------------------- | --- |
| Q5 2.0 TDI (143 LE)                      | 2012- | 1968 köbcentiméter (1,968 L; 120,1 cu in) I4 turbó közös nyomócsöves (CAGA)       | 143 metrikus lóerő (105 kW; 141 hp) 4200 320 newtonméter (236,02 lbf⋅ft) -on 1750–2500 között          |
| Q5 2.0 TDI (150 LE)                      | 2013- | 1968 köbcentiméter (1,968 L; 120,1 cu in) I4 turbó közös nyomócsöves (CJCD)       | 143 metrikus lóerő (105 kW; 141 hp) 4200 320 newtonméter (236,02 lbf⋅ft) -on 1750–2500 között          |
| Q5 2.0 TDI quattro (150 LE)              | 2013- | 1968 köbcentiméter (1,968 L; 120,1 cu in) I4 turbó közös nyomócsöves (CJCD)       | 143 metrikus lóerő (105 kW; 141 hp) 4200 320 newtonméter (236,02 lbf⋅ft) -on 1750–2500 között          |
| Q5 2.0 TDI quattro (177 LE)              | 2012- | 1968 köbcentiméter (1,968 L; 120,1 cu in) I4 turbó közös nyomócsöves (CGLC)       | 177 metrikus lóerő (130 kW; 175 hp) 4200 380 newtonméter (280,27 lbf⋅ft) -on 1750–2500 között          |
| Q5 3.0 TDI quattro (245 LE)              | 2012- | 2967 köbcentiméter (2,967 L; 181,1 cu in) V6 turbó közös nyomócsöves (CDUD)       | 245 metrikus lóerő (180 kW; 242 hp) 4000–4500, 580 newtonméter (427,79 lbf⋅ft) között 1750–2750 között |
| Q5 3.0 TDI tiszta dízel quattro (258 LE) | 2013- | 2967 köbcentiméter (2,967 L; 181,1 cu in) V6 turbó közös nyomócsöves ()           | 258 metrikus lóerő (190 kW; 254 hp) 4000–4500, 580 newtonméter (427,79 lbf⋅ft) között 1750–2500 között |
| SQ5 3.0 TDI quattro (313 LE)             | 2013- | 2967 köbcentiméter (2,967 L; 181,1 cu in) V6 dupla turbó közös nyomócsöves (CGQB) | 313 metrikus lóerő (230 kW; 309 hp) 3900–4500, 650 newtonméter (479,42 lbf⋅ft) között 1450–2800 között |

Minden motor start-stop rendszerrel rendelkezik. 3.0 TFSI quattro (272 LE) a 3.2 FSI quattro helyettesítette.

#### Sebességváltók
| Modell                        | Év    | Típusok                                       |
| ----------------------------- | ----- | --------------------------------------------- |
| Q5 2.0 TFSI hibrid quattro    | 2012- | 8 sebességes Tiptronic                        |
| Q5 2.0 TFSI quattro (180 LE)  | 2012- | 6 sebességes manuális                         |
| Q5 2.0 TFSI quattro (225 LE)  | 2012- | 6 sebességes manuális, 8 sebességes Tiptronic |
| Q5 3.0 TFSI quattro (272 LE)  | 2012- | 8 sebességes Tiptronic                        |
| SQ5 3.0 TFSI quattro (354 LE) | 2013- | 8 sebességes Tiptronic                        |

| Modell                                   | Év    | Típusok                                        |
| ---------------------------------------- | ----- | ---------------------------------------------- |
| Q5 2.0 TDI (143 LE)                      | 2012- | 6 sebességes manuális                          |
| Q5 2.0 TDI (150 LE)                      | 2013- | 6 sebességes manuális                          |
| Q5 2.0 TDI quattro (150 LE)              | 2013- | 6 sebességes manuális                          |
| Q5 2.0 TDI quattro (177 LE)              | 2012- | 6 sebességes manuális, 7 sebességes S tronic   |
| Q5 3.0 TDI quattro (245 LE)              | 2012- | 7 sebességes S tronic                          |
| Q5 3.0 TDI tiszta dízel quattro (258 LE) | 2013- | 7 sebességes S tronic                          |
| SQ5 TDI 3.0 TDI quattro (313 LE)         | 2013- | 8 sebességes Tiptronic DSP-vel és Sport móddal |
| SQ5 TDI 3.0 TDI quattro (326 LE)         | 2016- | 8 sebességes Tiptronic DSP-vel és Sport móddal |
| SQ5 plus TDI 3.0 TDI quattro (340 LE)    | 2016- | 8 sebességes Tiptronic DSP-vel és Sport móddal |

### Biztonság
Az NHTSA egy 2016-os Q5-et tesztelt. Az EuroNCAP egy 2009-es Audi Q5, 5 ajtós SUV-t tesztelt első légzsákokkal, oldallégzsákokkal, biztonsági övfeszítőkkel és terheléshatárolókkal, és ennek megfelelően értékelte:
| NHTSA             |                       | Euro NCAP            |               |
| ----------------- | --------------------- | -------------------- | ------------- |
| Átfogó:           | </img>                | Átfogó:              | </img>        |
| Elülső – Vezető:  | </img>                | Felnőtt utas:        | 33 pont / 92% |
| Elülső – utas:    | </img>                | Gyermek lakó:        | 41 pont / 84% |
| Oldal – sofőr:    | </img>                | Gyalogos:            | 12 pont / 32% |
| Oldal – utas:     | </img>                | Vezetői asszisztens: | 5 pont / 71%  |
| Oldalrúd – sofőr: | </img>                |                      |               |
| Görgetés :        | </img></img> / 15.1 % |                      |               |

Az Insurance Institute for Highway Safety szintén törésteszt végzett a Q5-ön, és a következő eredményeket mutatta be ("rossztól" a "jó"-ig):
| Kategória              | Értékelés |
| ---------------------- | --------- |
| Mérsékelt átfedés elöl | Jó        |
| Oldal                  | Jó        |
| Tető szilárdsága       | Jó        |
| Fejtámlák és ülések    | Jó        |

### Kibocsátási aggályok
2020. augusztus 19-én a tagesschau.de arról számolt be, hogy „a kormánykerék elfordítása jelentősen megváltoztatja a kipufogógáz-kibocsátást” a tesztkörülmények között.
Az első generációs 3,2 literes FSI motor rendkívül hajlamos a szén-dioxid felhalmozódására a másodlagos levegőbefecskendező rendszerben, ami rendkívül költséges és szükséges javítást eredményez – ami gyakran felkapja a fejét a garanciális időszak után. 

## Második generáció (80A típus; 2017-jelenleg)
A második generációs Q5 (Typ FY) a 2016-os Párizsi Autószalonon mutatkozott be .

### Hosszú tengelytávú változat (Q5L), (2018-)
A Pekingi Autószalonon bemutatták a hosszú tengelytávú változatot, 88 milliméter (3,5 in)-assal hozzáadva az autóhoz, ami 23 százalékkal több lábteret eredményez.

### Piacok

#### Ázsia
A Q5 második generációja a Q5 első generációja lesz, amelyet Bangladesben értékesítenek.
A Q5-öt 2017 augusztusában mutatták be Thaiföldön, ahol egy 2.0 TFSI motorral (45 TFSI) és 2.0 TDI motorral (40 TDI) hajtott egyetlen S sorozat elérhető Quattro összkerékhajtással.
A Q5-öt 2019 márciusában mutatták be Malajziában, ahol egy 2.0-s TFSI-motorral és Quattro összkerékhajtási rendszerrel meghajtott egyetlen Sport díszléc áll rendelkezésre.
Gyorsan 2021 augusztusára, Malajziában bemutatták a megújult Q5-öt. a sportosabb S Line burkolattal. 2.0 TFSI motort kapott enyhe hibrid technológiával, Quattro AWD-vel és S Tronic duplakuplungos sebességváltóval. Nem sokkal később a Q5 Sportback itt, Malajziában is debütált.
A második generációs Q5 2018-ban jelent meg Észak-Amerikában. A gyártást Németországból áthelyezték a mexikói Puebla állambeli San José Chiapában található új Audi México, SA de CV gyárba. A Q5 2.0 TFSI benzinmotorral indult. A teljesítmény 252 lóerő (188 kW; 255 PS) volt és 273 pound-feet (370 N⋅m) . Az Audi Quattro összkerékhajtási rendszere alapfelszereltség, de „Quattro with Ultra Technology”-t használ. Az Audi szerint az Ultra technológia javítja a hatékonyságot azáltal, hogy leválasztja a hajtótengelyt a hátsó kerekekről, amikor nincs szükség összkerékhajtásra. Lényegében a jármű elsőkerék-hajtásúvá válik, amikor utazik, vagy más olyan vezetési helyzetekben, amikor a jármű számítógépei megállapítják, hogy nincs szükség összkerék-vonóerőre. Az Audi azt állítja, hogy a rendszer képes visszakapcsolni a hátsó kerekeket az ezredmásodperceken belül azután, hogy a rendszer észleli vagy előrejelzi a csúszást vagy a vezető agresszív gyorsítását.
Az előző 8R generációs Q5-tel ellentétben az amerikai járműveket csak a 2.0T TFSI I-4 motorral kínálják. A 2.0T '45 TFSI' modell az előző generációs 3.0 TFSI Supercharged V6-hoz hasonló gyorsulást kínál (felemelt Q5 8R, 2013-2017), miközben kevesebb üzemanyagot használ és csökkenti a károsanyag-kibocsátást. A dízel-kibocsátási botrány következményei miatt nem kínálnak TDI-változatot Észak-Amerikában. A hagyományos nyomatékátalakító automaták legújabb generációja számára a duplakuplungos sebességváltóktól való elszakadás iparági trendjével az Audi tulajdonképpen az előző generációs ZF 8HP 8-fokozatú automata sebességváltót cserélte le saját 7-fokozatú S-Tronic duplakuplungos sebességváltójára.
Az SQ5-öt a Q5 teljesítményváltozataként kínálják. Az észak-amerikai specifikáció szerint egy 3,0 literes DOHC közvetlen befecskendezéses Miller Cycle-képes 90°-os V6-ost használ egyetlen mono-scroll turbófeltöltővel. Ez az EA839 névre keresztelt motor az előző generációs kompresszoros V6-os (EA837) lényegesen átdolgozott változata, amelyet az első generációs Q5 3.0T és SQ5 motorokban használtak. A turbófeltöltős motorok teljesítménye továbbra is 354 lóerő (264 kW), azonban a nyomaték 369 pound force-feet (500 N⋅m)-ra nő mindössze 1370 ford./percnél. A kisebb teljesítményű Q5 '45 TFSI' 2.0T-vel ellentétben az Audi megtartotta a ZF 8 LE-s sebességváltóját az SQ5-höz. A Q5-tel ellentétben az SQ5 teljes munkaidőben a hátsó előfeszített quattro VI AWD rendszert használja.
A 2019-es modellévben a fűthető első ülések, a hátsó elektromos gyerekzárak, a 7 hüvelykes infotainment képernyő és a tetőkeresztrudak alapfelszereltséggé váltak. A Premium Plus burkolatoknál a hátsó USB-töltőportok és a vezeték nélküli töltés alapfelszereltséggé váltak, míg a Prestige-felszereléseknél a parkolássegítő lett az alapfelszereltség. A kényelmi csomag az Audi side assist és az Audi pre sense hátsó biztonsági rendszerekkel bővült. Ezen kívül az Audi egy „fekete optikai” csomagot mutatott be a Q5-höz, fekete külső borítással és egyedi kerekekkel. Az SQ5 Premium kivitelben is elérhetővé vált.

2020-ban az Audi bemutatta a Q5 TFSI e plug-in hibrid változatát. 14,1 kWh kapacitású lítium-ion akkumulátorral rendelkezik, ami az EPA becslések szerint 20 mérföld (32 km) biztosít. hatótávolság. A klímaszabályzó rendszerbe hőszivattyú került, ami nagyobb fűtési hatékonyságot biztosít. A plug-in változat Turbo Blue és Daytona Grey színeket is kapott, amelyek csak a plug-in változaton és az SQ5 modelleken érhetők el. 362 lóerő (270 kW; 367 PS)-t produkált és 369 pound-feet (500 N⋅m) nyomaték, és 0–60 mérföld per óra (0–97 km/h) között volt 5,0 másodperces idő, közel egy másodperccel gyorsabb, mint a standard Q5. A 2022-es modellévben az akkumulátor mérete 17,9 kWh-ra nőtt, így az EPA hatótávolsága 23 mérföld (37 km)) nőtt. .

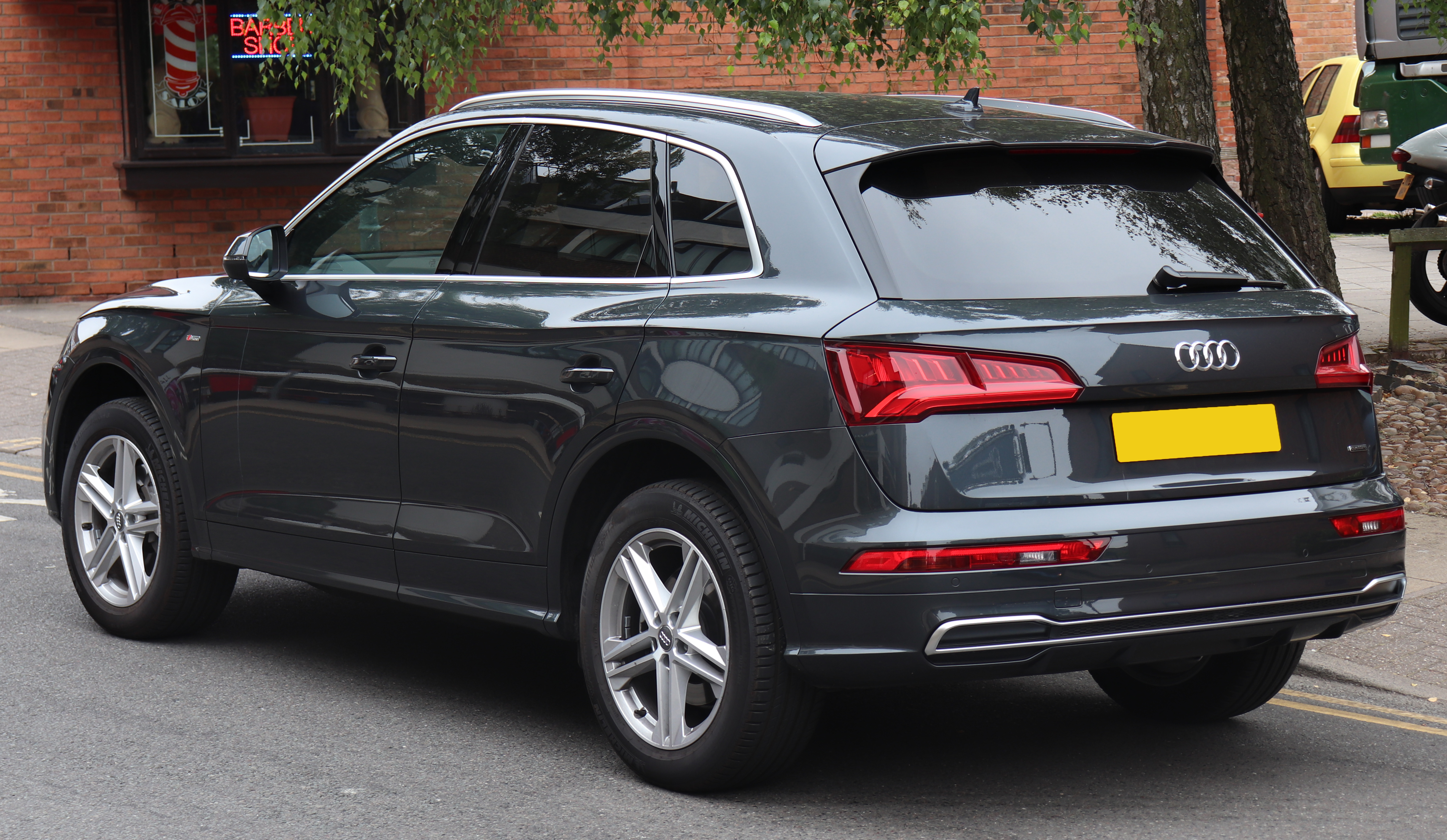
Audi Q5 S-Line TDI quattro
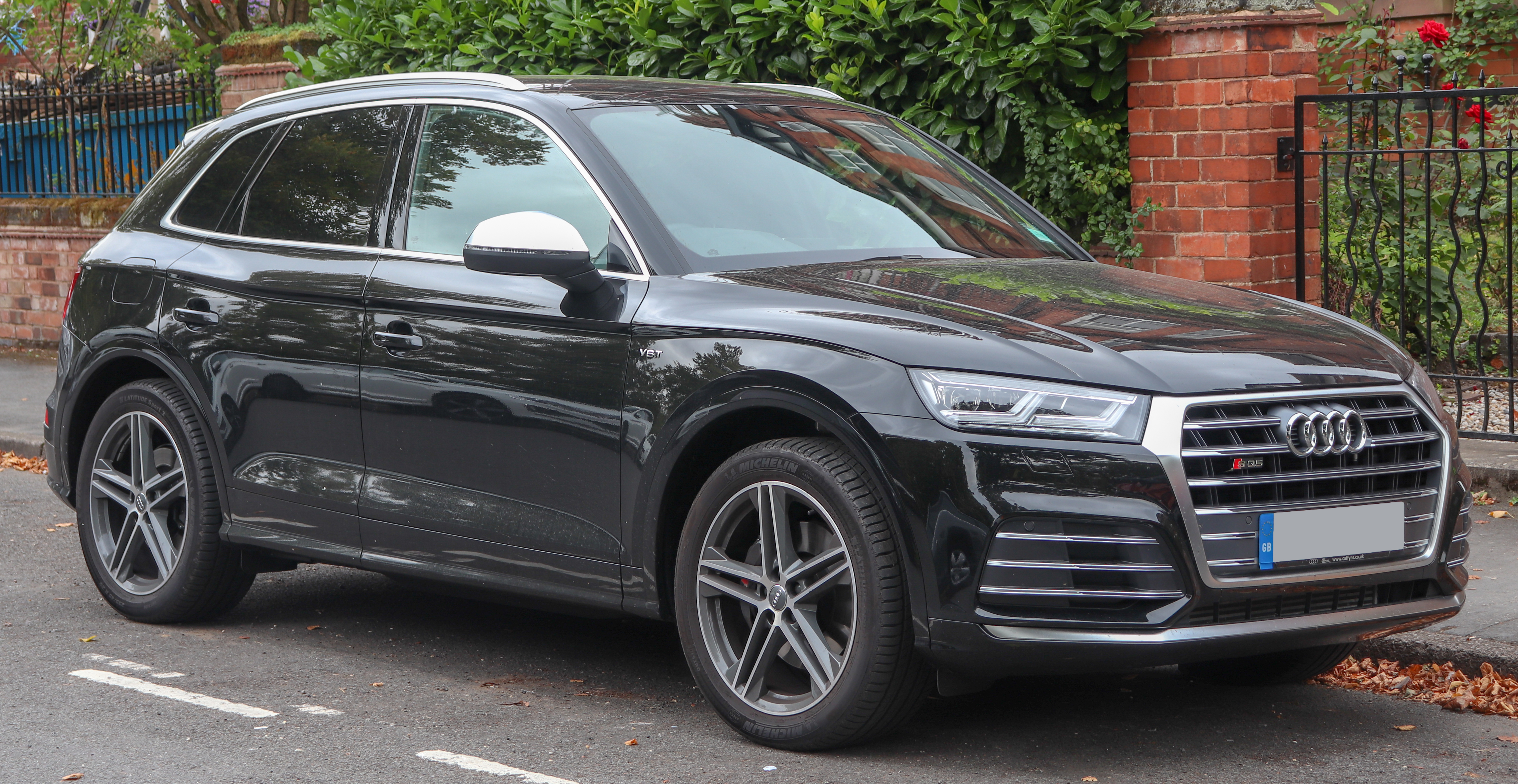
Audi SQ5 TFSi quattro
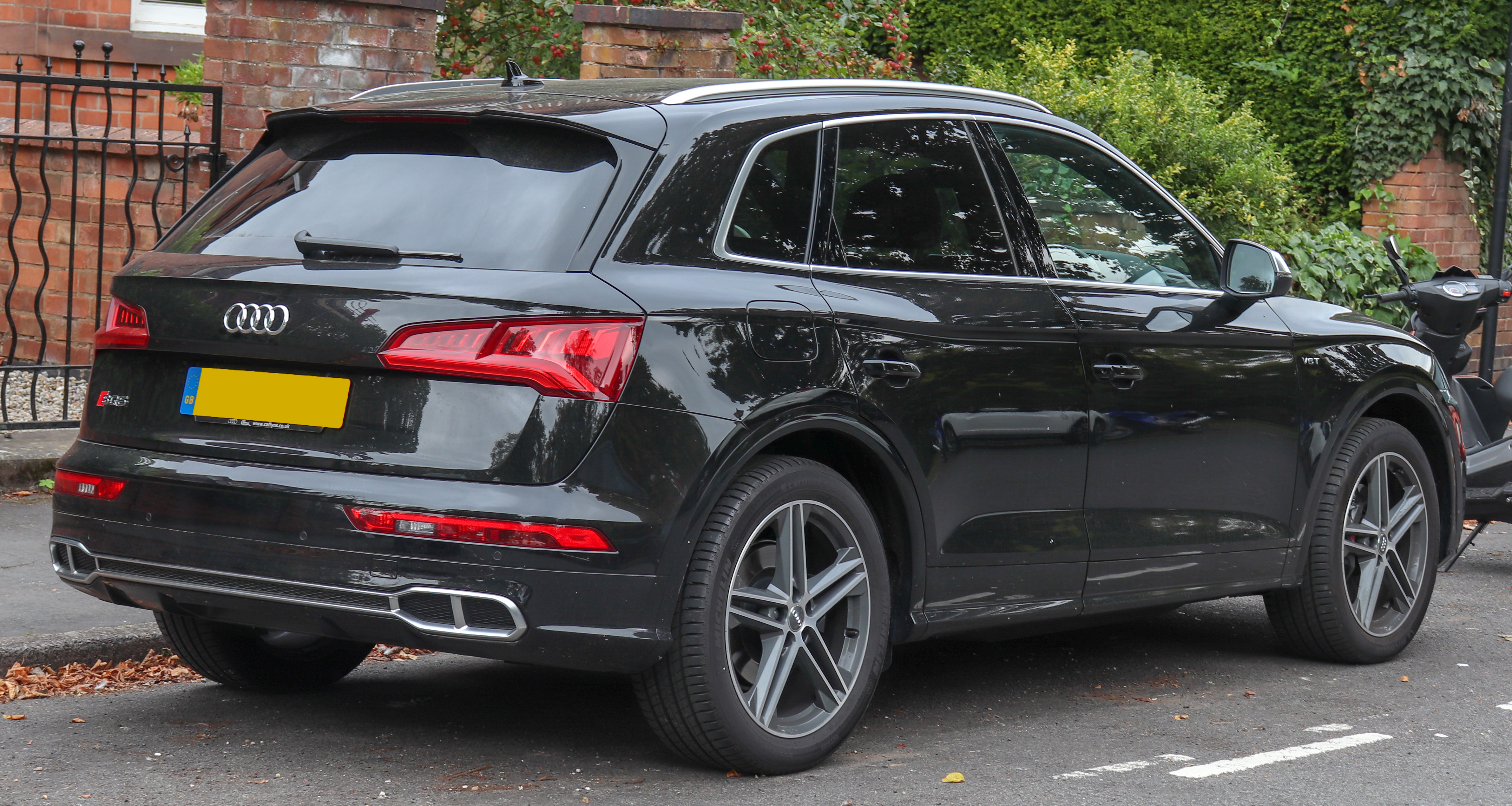
Audi SQ5 TFSi quattro
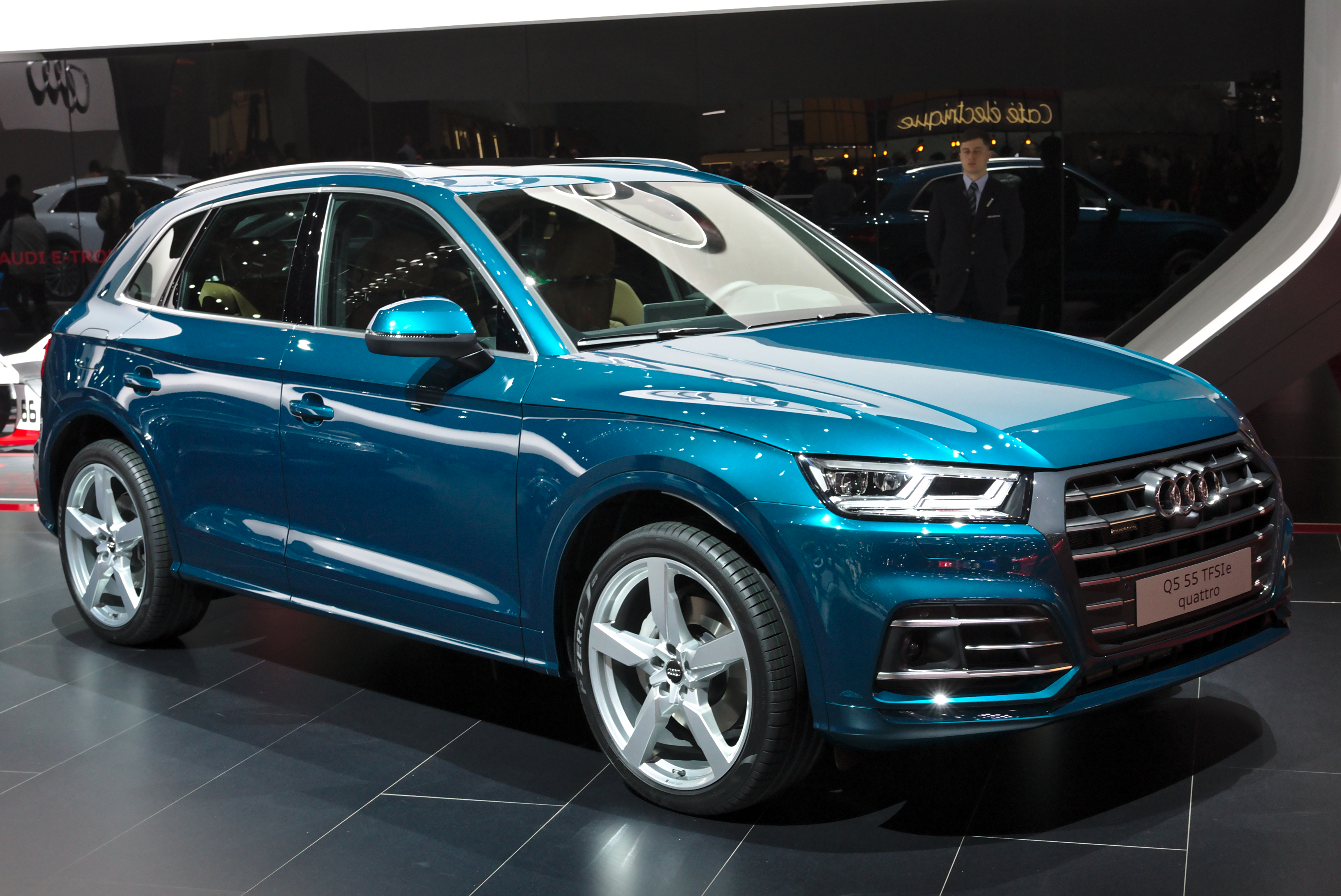
Audi Q5 55 TFSi e quattro
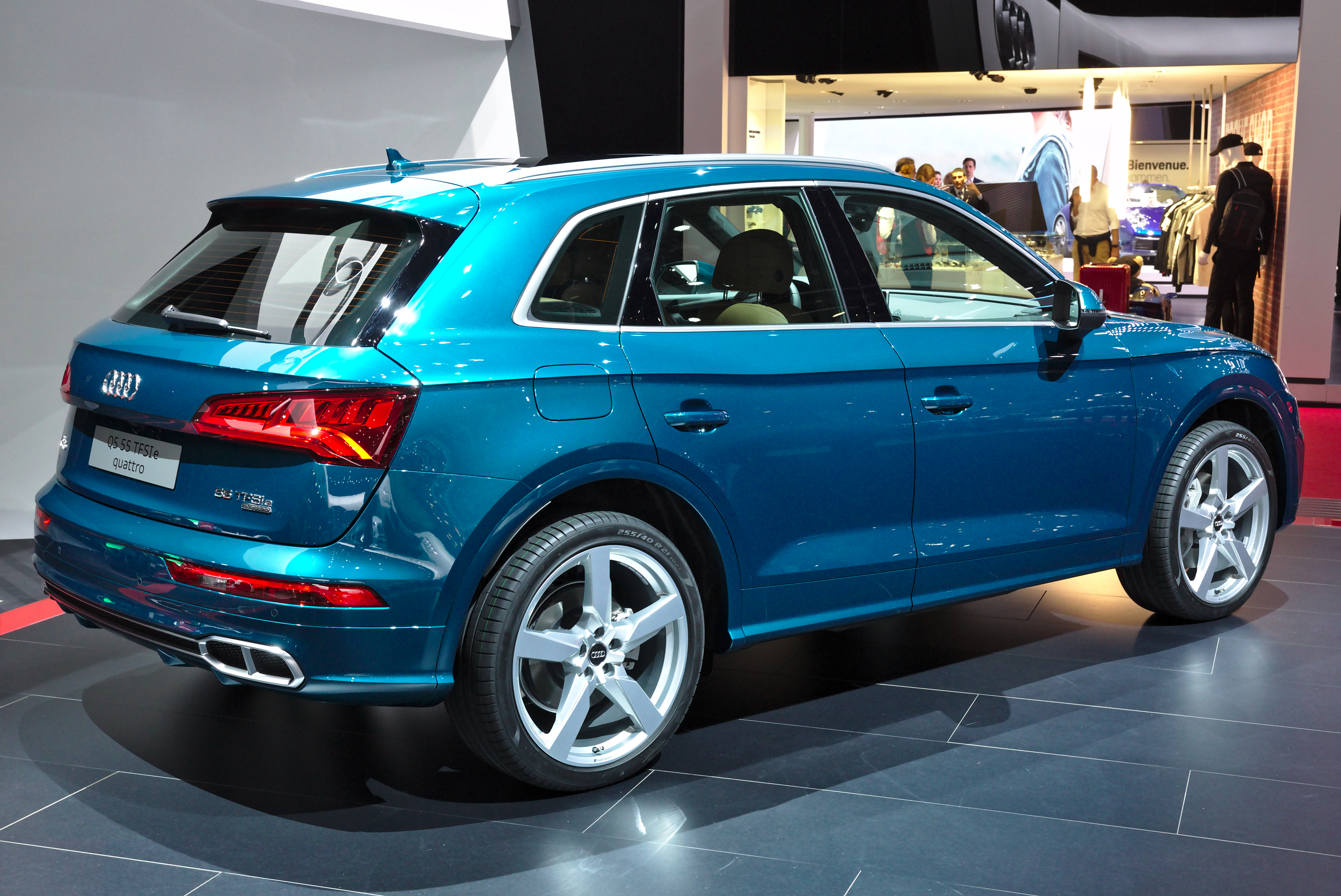
Audi Q5 55 TFSi e quattro

### 2021 facelift
A 2021-es modellév magában foglalja a 3. generációs infotainment technológiákat. Ez magában foglal egy digitális piacteret a myAudi alkalmazásban az Audi Connect csomagok és a 360L-es SiriusXM hozzáadásához. A külső facelift módosítások közé tartozik a hűtőrács, a lökhárító oldalsó légbeömlő nyílásai, az oldalsó küszöb és a hátsó kárpitok frissítése. Ezenkívül a District Green és az Ultra Blue új festékszínek voltak a PHEV és SQ5 változatokon.
A 2021. évi ötödik negyedévet  2020 júniusának végén jelentették be, az első szállítások várhatóan 2020 végén lesznek. 2021 januárjában az Audi a Q5 és az SQ5 Sportback változatának bemutatásával bővítette a Q5 kínálatát.

A Q5-öt 2021. november 23-án mutatták be Indiában, és két változatot kínálnak – a Premium Plus-t és a Technology-t.

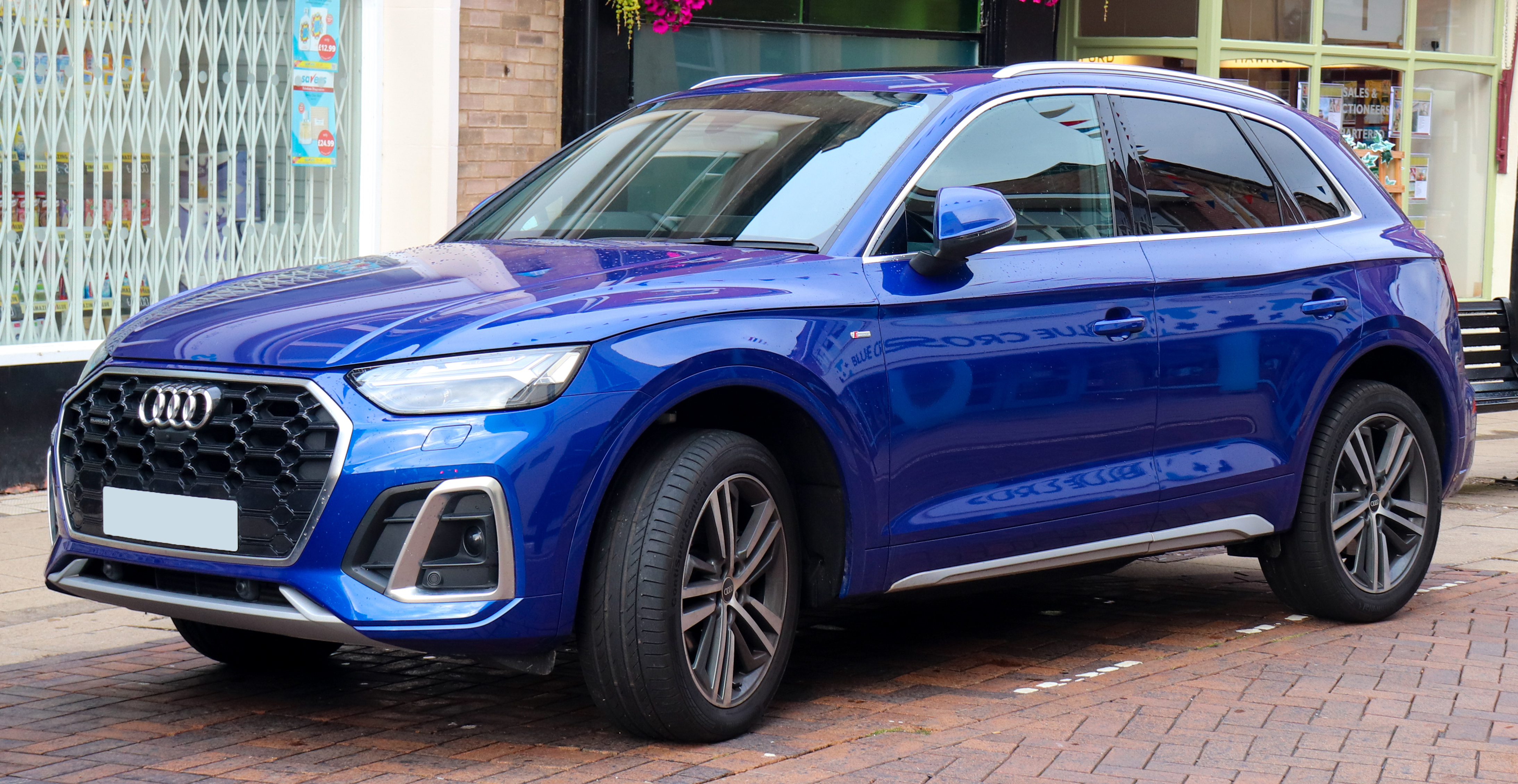
Facelift után
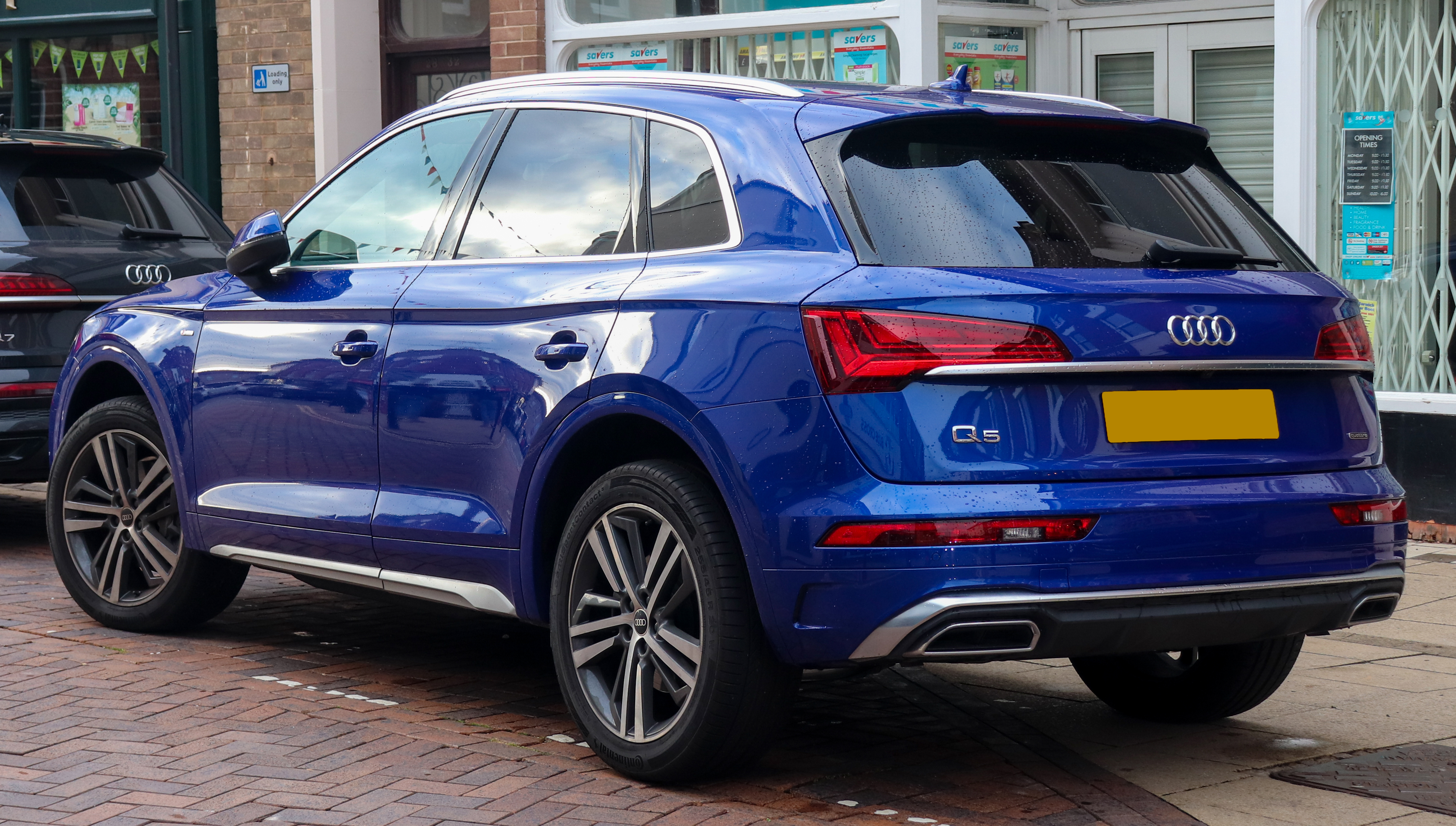
Facelift után
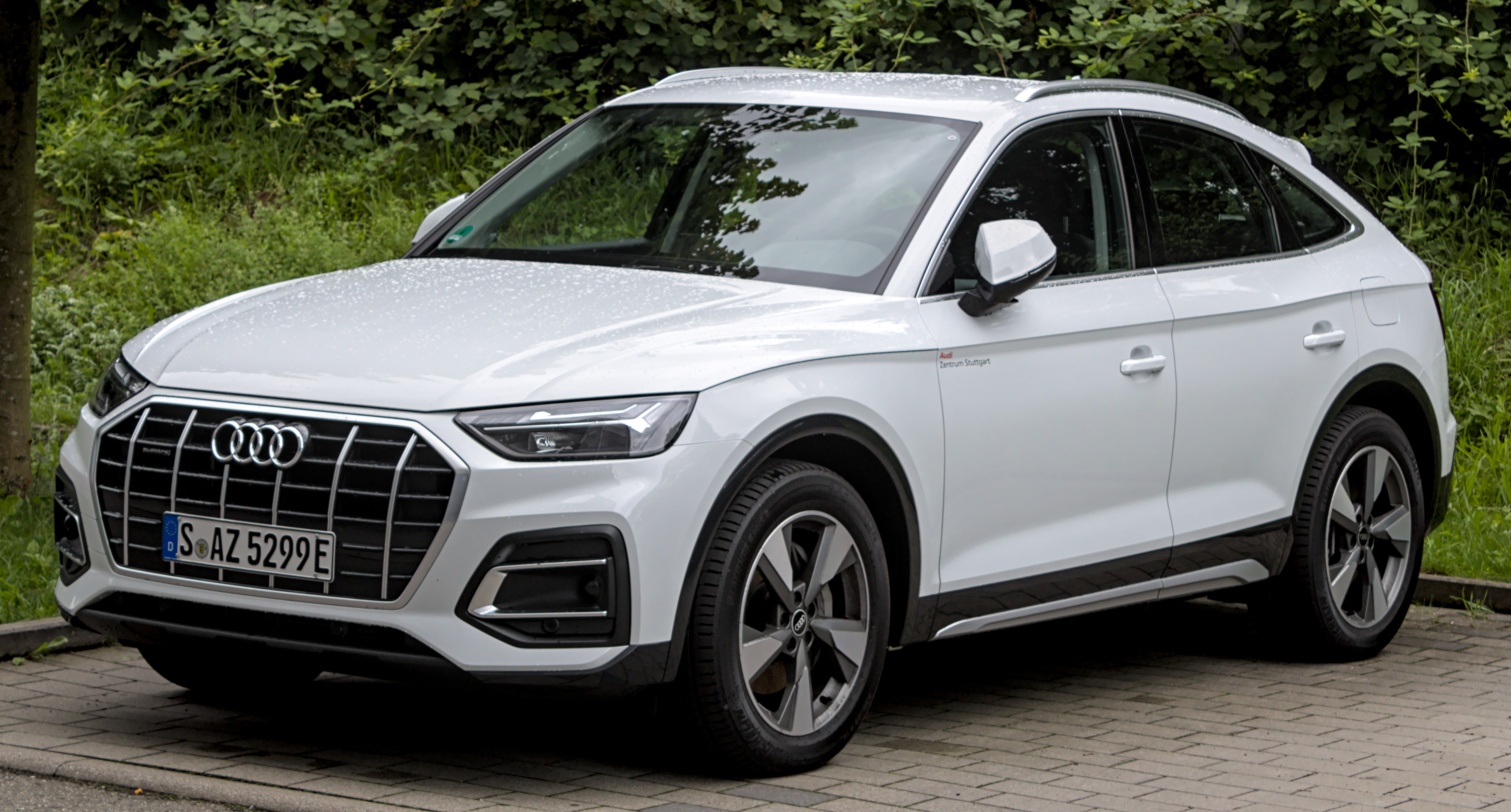
Q5 Sportback
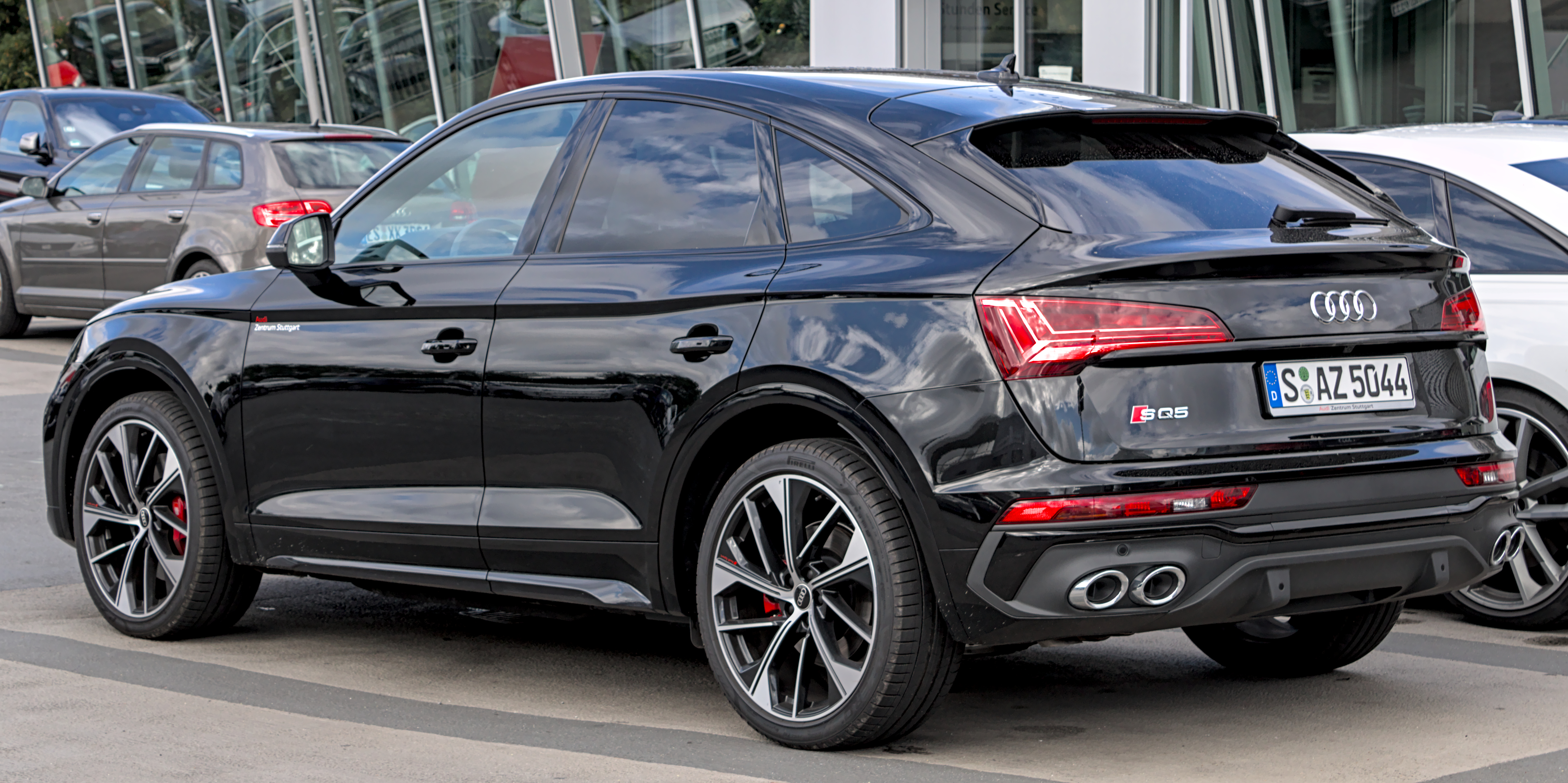
SQ5 Sportback TDI
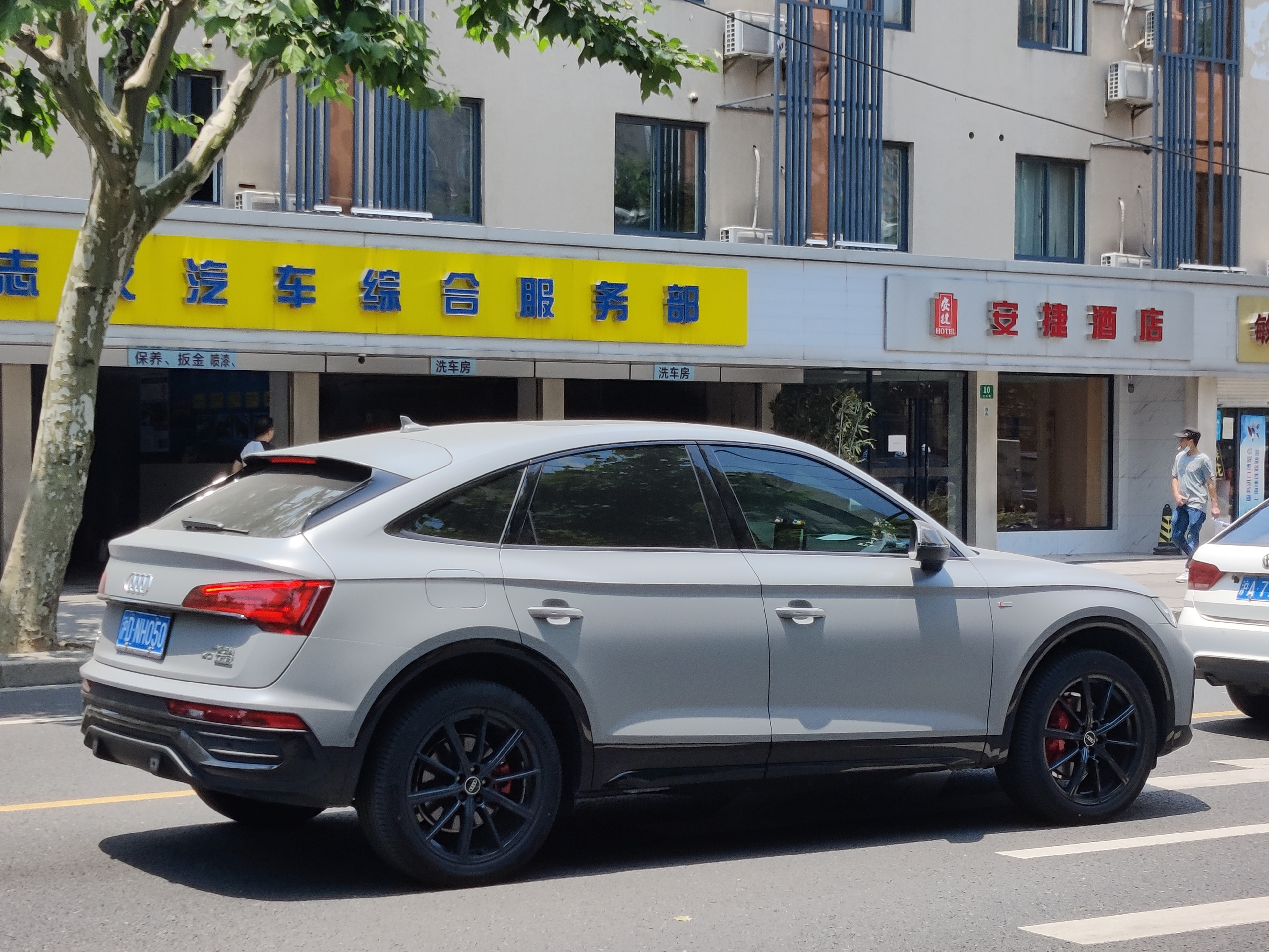
Q5L Sportback

## Termelés
| Év   | Egységek |
| ---- | -------- |
| 2007 | 162      |
| 2008 | 20 324   |
| 2009 | 109,117  |
| 2010 | 155,052  |
| 2011 | 183,768  |
| 2012 | 209 799  |
| 2013 | 231 466  |
| 2014 | 260 832  |
| 2015 | 267 651  |
| 2016 | 297 750  |
| 2017 | 289 892  |
| 2018 | 298 793  |
| 2019 | 286 365  |
| 2020 | 276,015  |

## Lásd még
- Az üzemanyagcellás járművek listája